# Kenji Yamamoto (compositore 1958)
Kenji Yamamoto (山本 健司?, Yamamoto Kenji; 1º luglio 1958) è un compositore giapponese.
Appartenente alla società Office Two-One (OTO), si è reso noto in tutto il mondo per aver composto musica per molti titoli di diversi videogiochi di Dragon Ball. In seguito si è dedicato anche agli anime, componendo la colonna sonora di Dragon Ball Kai.
Non va confuso con l'omonimo compositore nato nel 1964, autore di colonne sonore per videogiochi distribuiti da Nintendo.

## Carriera
Yamamoto utilizza principalmente batteria soft in stile New Age o rock, pianoforte in alcuni casi, raramente canto espresso, e soprattutto la chitarra elettrica supportata da sintetizzatori, essendo considerato assieme ai suoi due chitarristi: Shinsuke Yamamoto e Nozomi Furukawa che fanno parte della Tokyo Session che si occupa delle colonne sonore per i videogiochi di Dragon Ball, un artista di rock sperimentale con contaminazioni jazz, progressive e power metal. Inoltre egli collabora costantemente con Steve Lukather e Mike Porcaro per gli album che sono colonne sonore dei videogiochi di Dragon Ball.
Nel 2010, stando ai trailer mandati su YouTube riguardanti Dragon Ball: Raging Blast 2, il compositore si è avvicinato a sonorità più orientate con la chitarra elettrica, essendo autore di molti assoli.

### Controversie
Il 9 marzo 2011 la Toei Animation ha pubblicamente riconosciuto che un certo numero delle tracce di Yamamoto utilizzate sia in Dragon Ball Kai che in vari videogiochi dello stesso franchise, violano il copyright di terze parti non identificate. Come conseguenza del plagio, Toei ha sollevato Yamamoto dall'incarico ed ha sostituito le sue composizioni con le opere della serie originale composte da Shunsuke Kikuchi.

## Discografia
Qui di seguito è elencata la discografia dove Kenji Yamamoto ha lavorato come compositore, o in alcuni casi solo come arrangiatore.
1988
- Appleseed Image Album

1991
- Madara
- Lagrange Point

1993
- Dragon Ball Z: Super Butouden Original Soundtrack
- Dragon Ball Z: Super Butouden 2 Original Soundtrack

1994
- Dragon Ball Z: Super Butouden 3 Original Soundtrack

1995
- Dragon Ball Z Super Goku den: Totsugeki-Hen
- Dragon Ball Z: Ultimate Battle 22 Game Music Birth Chapter
- Dragon Ball Z: Game Music Awakening Chapter

1996
- Dragon Ball Z: Game Music Rebirth Chapter
- Kaitou Saint Tail -All Star Song Collection-
- Dragon Ball Z Idainaru Dragon Ball Densetsu Game Music

1997
- My Sweet Valentine
- Live Megumi Ogata multipheno Concert Tour 1996 Winter
- Dragon Ball Final Bout: Original Soundtrack
- Tokimeki Memorial Vocal Best Collection 5

1998
- Angelique - Kiss, Kiss, Kiss
- K-BRAND
- Mitsumete
- Vocalize ~ Mitsumete Knight
- Kukeiha Club & Konami Kukeiha Club Best Vol.2
- Sophia

1999
- OTOME SOUMU

2000
- Tokimeki Memorial Memorial Album

2001
- For Yourself
- Tokimeki Memorial 2 Substories ~Leaping School Festival~ Original Game Soundtrack

2002
- Genso Suikoden Music Collection Produced by Kentaro Haneda
- Sparkle -Songs from Tokimeki Memorial 2-

2005
- Dragon Ball Z & Z 2 Original Soundtrack
- Ore wa Tokoton Tomaranai
- Dragon Ball Z 3 Original Soundtrack
- Dragon Ball Z Sparking! Original Soundtrack

2006
- Smooth Jazz Living 03

2007
- Dragon Ball Z Sparking! Neo Original Soundtrack
- Dragon Ball Z Sparking! Meteor Original Soundtrack
- Angelique - Kiss Kiss Kiss
- Dragon Ball Z Super Survival

2008
- DRAGON BALL Z: BURST LIMIT Original Soundtrack
- Neoromance Duet+ Angelique
- Hikari no Sasu Mirai e!
- Dragon Ball Kai Vol. 1 OST
- Dragon Ball Kai Vol. 2 OST

2009
- Dragon Ball Z: Infinite World Original Soundtrack
- Dragon Ball Raging Blast Collector's Edition Soundtrack - Progression

2010
- Dragon Ball Raging Blast 2 - Collector's Edition Soundtrack (11 novembre 2010)
- Dragon Ball Kai Soundtrack III & Songs (22 settembre 2010)